# Ngalangue
Ngalangue (ou Ngalangué) est une localité du centre du Sénégal, située à environ 60 km de Fatick.

## Géographie
Les localités les plus proches sont Diaoule, Ndialal, Ndiebel, Bogalar, Dioukoul Sob et Mbake Salao.